# Castillo de Hodoumont
El castillo de Hodoumont es un castillo situado en la comuna de Ohey en la provincia de Namur en la Región Valona de Bélgica. Forma parte de un complejo que incluye una granja y un dominio de jardines, bosques y parcelas agrícolas, de aproximadamente 40 hectáreas.

## Localización
El castillo y su dominio están regados por el río Triffoy, un pequeño curso de agua que es afluente del Hoyoux. Este curso de agua alimenta los diferentes lagos del dominio.

## Historia
La primera mención de Houdoumont data de 1343, cuando Jakemin de Jamotines se casó con la hermana de Lambert, señor de Goesnes. Hasta entonces, Houdoumont había formado parte del señorío de Goesnes, un feudo del Principado de Lieja. El edificio estaba rodeado de fosos. Alrededor de esta torre, se construyó un castillo a principios del siglo XVII.
Los Jamotines mantuvieron Houdoumont hasta 1553. Luego, el castillo pasó a Jehan de Ceels (o Celles). La granja del castillo se construyó en esa época, como lo demuestra la fecha de 1612 visible en una chimenea del edificio principal.
El Barón Charles-Joseph-Victor Dauvin (o d'Auvin), señor de Burdinne, heredó la propiedad en 1766. Su hijo dio al castillo su aspecto actual, especialmente al construir un parque al estilo inglés a finales del siglo XVIII. Los últimos Dauvin se extinguieron en 1883 y Houdoumont pasó a sus primos alemanes, los Carlowitz. Estos vendieron la propiedad en 1893 o 1894 a M. Edmond Ysebrant de Difque, tío abuelo de los propietarios actuales, los Kervyn de Lettenhove.

## Descripción

### El castillo
La arquitectura del castillo se compone de un torreón central de base cuadrada de cuatro niveles, alrededor del cual se organizan los demás edificios, que incluyen tres torres de planta circular en las esquinas. El material de construcción es piedra, con techos de estructura de madera.
El castillo se organiza alrededor de un torreón de base cuadrada con cuatro niveles, construidos con muros de piedra. Actualmente, el castillo es de propiedad privada.

### La granja
Construida al este del castillo, la granja extiende sus edificios alrededor de un gran patio interior. Al igual que el castillo, también tiene tres torres de esquina redondas.

### El parque
El parque al estilo inglés, con una superficie de aproximadamente 40 hectáreas, está compuesto por áreas recreativas, avenidas arboladas, cuerpos de agua que incluyen un estanque de más de 100 metros de largo, y parcelas agrícolas, de pasto o de bosque.

## Clasificación
El castillo en sí mismo, las anexos que bordean el patio de honor, el cuerpo principal de la casa de campo de 1612, el granero de 1817 y sus dependencias en dos lados (fachadas y tejados); los muros de la cerca de la granja y las torres de esquina; el pequeño puente al suroeste del castillo, las murallas de las terrazas del sur y de la rampa de honor al norte, los pares de pilares neoclásicos que marcan varias entradas de caminos o pastos alrededor del complejo y el conjunto formado por estos edificios y los terrenos circundantes, así como el sitio del castillo y el parque, incluyendo la pirámide de piedra, las piscinas conectadas por un canal estrecho flanqueado por dos pirámides de piedra, la arboleda, la avenida de tilos centrada en el patio de honor, la doble fila de hayas al sur, la avenida de tilos a lo largo de la carretera hacia Goesnes, son clasificados como monumento desde el 31 de marzo de 1983 y se incluyen en la lista del patrimonio excepcional de la Región Valona desde 2016.